# In Too Deep (canción de Dead or Alive)
«In Too Deep» —en español: «En lo profundo»— es una canción de la banda británica Dead or Alive. Fue incluida en su álbum de estudio Youthquake de 1985, y remezclada para su publicación como tercer sencillo extraído del álbum en junio de 1985.
Alcanzó la 14.ª posición en la UK Singles Chart, 61.ª en Alemania y 31ª en Australia.

## Lista de canciones
| UK 7" |                          |          |  |
| N.º   | Título                   | Duración |  |
| 1.    | «In Too Deep (7" Remix)» | 3:50     |  |
| 2.    | «I'd Do Anything»        | 4:12     |  |

| UK 12" |                                    |          |  |
| N.º    | Título                             | Duración |  |
| 1.     | «In Too Deep ('Off Yer Mong' Mix)» | 6:21     |  |
| 2.     | «I'd Do Anything (12" Version)»    | 5:23     |  |
| 3.     | «You Make Me Wanna»                | 2:50     |  |

## Rendimiento en las listas
| Lista (1985)                  | Mejor posición |
| ----------------------------- | -------------- |
| Australia (Kent Music Report) | 31             |
| German Singles Chart          | 61             |
| Irish Singles Chart           | 12             |
| UK Singles Chart              | 14             |

- Datos: Q3797188